# Kolonie Neu-Werben
Kolonie Neu-Werben ist ein Ortsteil der Hansestadt Werben (Elbe) im Landkreis Stendal im Norden des Landes Sachsen-Anhalt.

## Geographie
Die Kolonie Neu-Werben, auch Neuwerben oder Neu Werben geschrieben, ist eine kleine Siedlung östlich der Elbe auf dem Mitteldeich, der Elbe und Havel voneinander trennt. Sie liegt 4 Kilometer nordöstlich von Werben und 1½ Kilometer westlich von Nitzow. Eine Route des Elberadweges führt über die Schleuse am Havelberger Mühlenholz durch den Ort und über die Havelwehre weiter nach Norden.
Nördlich am gegenüberliegenden Havelufer liegt das Flurstück Sühre, heute eine Wiese, die ein mutmaßlicher Standort der Burg Prizlava gewesen sein könnte.
Nachbarorte sind Werben (Elbe) im Westsüdwesten, Quitzöbel und das Wehrwärterhaus im Nordwesten und Nitzow im Osten.

## Geschichte
Aus der Schmettauschen Karte von 1772 geht hervor, dass Werben gegenüber am östlichen Elbufer das „Werbensche Hayn Holtz“ lag, aber noch keine Siedlung war. August Heinrich von Borgstede beschreibt 1788 das „Hainholz“ als „eine Kämmerei- und Bürgerheide, sie ist mittelmäßig und hat Eichen“. Sie umfasste eine Fläche von 400 Morgen. 1772 erfolgte die Verlängerung des östlichen Elbdeiches nördlich bis nach Quitzöbel zur alten Havelmündung zur Tieferlegung der mittleren Wasserstände der Havel.
Durch diese Verlegung der Havelmündung war die Entstehung der Kolonie Neu Werben möglich. Die ersten Bewohner wurden als Deichwärter sesshaft gemacht. Von 1785 bis 1786 wurden die Buhnenwerke an der Elbe unterhalb von Neu-Werben instand gesetzt.
1804 bestand die Kolonie Neu-Werben aus 8 Einliegerwohnungen und einem Holzwärter. Der Pfarrer Ernst Wollesen berichtete 1898: Die Kolonie Neu Werben wurde von Friedrich dem Großen angelegt. Sie zählte im Jahre 1838 sieben Wohnhäuser mit 36 Einwohnern. Südöstlich von Neuwerben auf Havelberger Gebiet lag noch 1855 das Nitzowsche Hain Holz.
In den Fünfziger Jahren des 20. Jahrhunderts wurden die Lebensbedingungen der Bewohner durch bauliche Aufwendungen der Stadt Werben verbessert. Der Deich erhielt ein Straßenpflaster und von besonderer Bedeutung war der Anschluss an das Stromnetz. Diese Ereignisse wurden in einem Fest gewürdigt. Aus den Deichwärterstellen entwickelten sich im Laufe der Zeit kleinbäuerliche Betriebe, die sich 1960 zu einer LPG zusammenschlossen.
Die Stadt führt die Kolonie seit 2010 als eigenen Ortsteil. Das Statistische Landesamt Sachsen-Anhalt führte die Kolonie Neuwerben noch im Jahre 2013 nur als Wohnplatz der Stadt Werben.

### Einwohnerentwicklung
| Jahr | Einwohner |
| ---- | --------- |
| 1885 | 31        |
| 1895 | 38        |
| 1905 | 34        |
| 2014 | [00]05    |
| 2015 | [00]05    |
| 2017 | [00]07    |

| Jahr | Einwohner |
| ---- | --------- |
| 2018 | [00]7     |
| 2020 | [00]6     |
| 2021 | [00]7     |
| 2022 | [0]5      |
| 2023 | [0]8      |

Quelle, wenn nicht angegeben, bis 1905:

## Religion
Die evangelischen Christen aus Neuwerben sind in die Kirchengemeinde Werben eingepfarrt, die früher zur Pfarrei Stadt Werben an der Elbe gehörte und betreut wird vom Pfarrbereich Seehausen im Kirchenkreis Stendal im Bischofssprengel Magdeburg der Evangelischen Kirche in Mitteldeutschland.

## Sage aus Werben und Neuwerben – „Die Jungfer Hain“ oder „Das Hainholz“
Der Werbener Pfarrer Ernst Wollesen und ein alter Flessauer Einwohner übermittelten an Alfred Pohlmann folgende Sage über die Jungfer Hain, die er 1901 veröffentlichte. Zwischen Nitzow und der Stadt Werben befand sich ein großes herrliches Schloss, das wurde bewohnt von einer frommen Jungfrau namens Hain. Außer dem Schloss besaß sie auch noch den Eichenwald, der sich zwischen Elbe und der ehemaligen Havelmündung nordwestlich von Werben befand. Aus unbekannten Gründen verließ die Jungfrau ihren Wohnsitz und wollte sich in Nitzow niederlassen, wurde dort aber abgewiesen. Ähnlich ging es ihr in Quitzöbel. Die Stadt Werben nahm sie auf. Zum Dank schenkte sie der Stadt den ihr gehörigen Eichenwald und sie setzte, weil sie begütert war, eine große Summe Geldes aus, mit der Bedingung, dass von den Zinsen alljährlich zu Ostern Geistliche, Lehrer und Schulkinder mit Papier und Bretzeln beschenkt werden sollten. Nach dem Tod der Jungfer vergaß man die Wohltäterin und ihre Bedingungen. Es gab keine Geschenke mehr. Da fing es in der Kirche in schrecklicher Weise an zu spuken. Das ging über mehrere Jahre besonders zu Ostern. Da riet ein bejahrter Bürger der Stadt, man solle doch die unterlassene Osterspende wieder einführen. So kam es und der Spuk verschwand. An das Schloss erinnert nur noch ein an dieser Stelle liegender Haufen Steine.
Hanns H. F. Schmidt erzählte die Sage 1994 unter dem Titel „Das Hainholz“. Bei ihm hatten räuberische Soldaten das Schloss zerstört.
Das Hainholz gibt es heute nicht mehr. Im Jahre 2015 fand in Erinnerung an den Brauch ein von Vereinen der Stadt Werben organisiertes „Jungfer Hain-Fest“ für die Kinder in Werben statt.